# Femina (rivista)
Femina è una rivista socioculturale in esperanto. Il sottotitolo dice: "Revuo en esperanto. Ne nu por virinoj" (Rivista in esperanto. Non solo per donne).

## Storia
La rivista è stata fondata dal "FEM" (Feminisma Esperanta Movado/Movimento Femminista esperantista) con il contributo finanziario del politico australiano Kep Enderby. Il primo numero fu pubblicato nel marzo del 2005, e da allora viene pubblicata regolarmente con cadenza trimestrale. 
Il primo anno Agneta Emanuelsson fu la caporedattrice e Malvina Monteggia l'assistente grafica. Dal 2006 al 2015 la redazione in capo passò a Perla Martinelli e l'assistenza grafica a "Rolfo", che ha disegnato le copertine dal 2012. Dal 2016 la rivista viene pubblicata esclusivamente in rete.
La rivista è di proprietà del "FEM". L'edizione e l'amministrazione sono svolte della Kooperativo de Literatura Foiro (LFkoop), secondo un contratto stabilito.
È l'unico periodico femminile in esperanto, con articoli interessanti e a volte di alto livello, spesso dossier (ad es. sulla donna e l'islam, la donna nella letteratura, la filosofia e la donna, ecc.). La linea redazionale della rivista corrisponde alla strategia del "FEM".

## Contenuto
- "Genere e letteratura". Il ruolo della donna nella letteratura
- "Genere e cinema". Lo stesso argomento nelle recensioni dei film
- "Genere e Nobel". Ritratti delle donne che hanno ricevuto il premio
- "Genere e poesia". Poesie su argomenti degni di nota
- "Genere e società". Relazioni sulle azioni per la difesa dei diritti della donna
- "Genere con Klara". Risposte della Sig.ra Klara a domande frequenti sul femminismo